# Adam Ruebenbauer
Adam Ruebenbauer (10. listopadu 1867 Sieniawa – 24. ledna 1930 Krakov) byl rakouský právník a politik polské národnosti z Haliče, na počátku 20. století poslanec Říšské rady.

## Biografie
Pocházel z rodiny poštmistra. Vystudoval klasické gymnázium v Rzeszowě, kde roku 1886 maturoval. V letech 1886–1888 studoval práva na Lvovské univerzitě. Pokračoval v studiích na Vídeňské univerzitě, kterou absolvoval roku 1889. Po získání titulu doktora práv se přestěhoval do Bochně, kde byl notářským kandidátem, pak notářem.
Byl veřejně a politicky aktivní. Byl členem Polské lidové strany, od roku 1917 do roku 1913 i členem jejího vedení. Po rozkolu přešel do formace Polská lidová strana „Piast”. Od roku 1903 byl členem a od roku 1910 místopředsedou okresní rady v Bochni. V roce 1911 byl okresním maršálkem. Od roku 1906 zasedal v tamní okresní školské radě a od roku 1913 ve vedení rolnického svazu producentů obilí.
Působil také coby poslanec Říšské rady (celostátního parlamentu Předlitavska), kam usedl ve volbách do Říšské rady roku 1907, konaných poprvé podle všeobecného a rovného volebního práva. Byl zvolen za obvod Halič 41. Mandát obhájil ve volbách do Říšské rady roku 1911. V době svého působení v parlamentu se uvádí jako notářský kandidát ve městě Bochnia.
Byl uváděn jako člen Polské lidové strany. Po volbách roku 1907 i 1911 byl na Říšské radě členem poslaneckého Polského klubu.
Za první světové války sloužil jako důstojník v rakousko-uherské armádě. V roce 1920 se přestěhoval do Krakova, kde byl činný v zemském úřadu. V té době již nebyl politicky aktivní.